# Slingsby Capstan
Lo Slingsby T.49 Capstan è un aliante britannico a due posti costruito dalla Slingsby Sailplanes negli anni sessanta in sostituzione del precedente Type 42 Eagle.

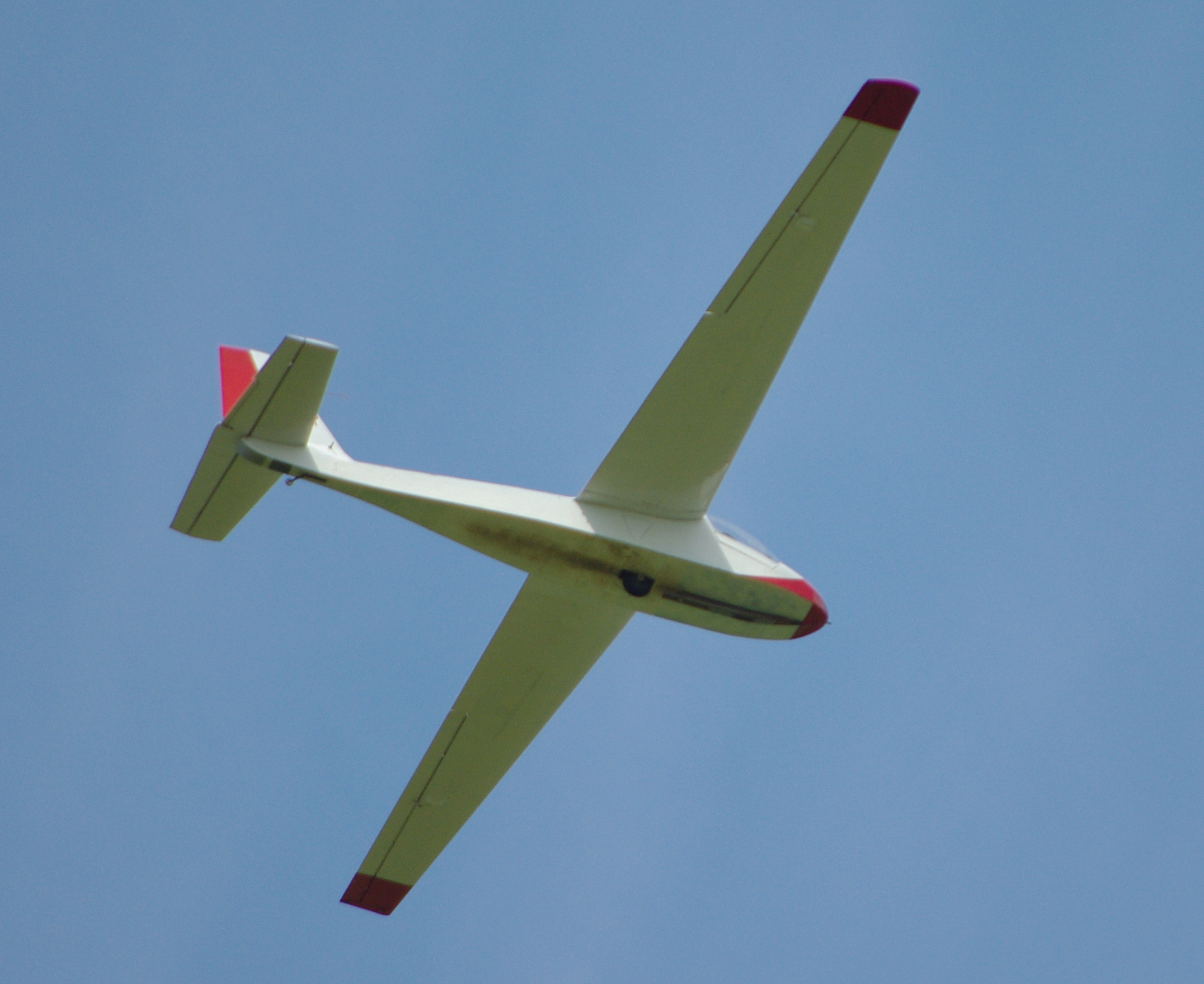

Si tratta di un monoplano ad ala alta di costruzione in legno, l'ultimo aliante in legno a due posti costruito dalla Slingsby, destinato sia per l'addestramento che per il volo turistico. I sedili affiancati per i due piloti sono sistemati in una cabina di pilotaggio chiusa con un baldacchino in perspex costituito da un unico pezzo. Il prototipo T.49A volò per la prima volta nel 1961, ed entrò in produzione come T.49B nel 1963. Complessivamente furono realizzati trentaquattro Capstan, uno dei quali fu dotato di un motore ausiliario e identificato la designazione T.49C Powered Capstan.